# Určitý integrál

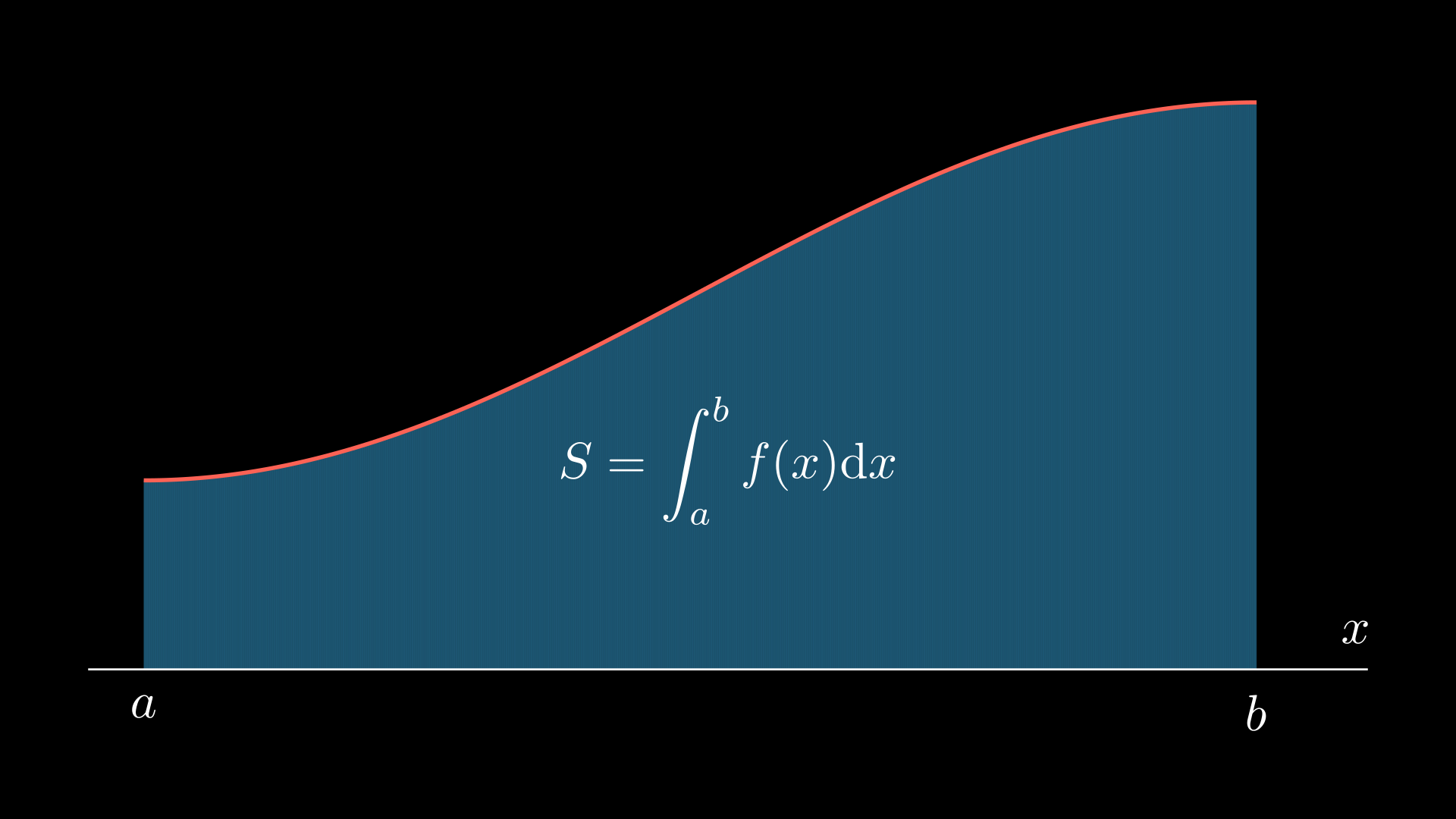
Určitý integrál souvisí s obsahem plochy pod grafem funkce.

Určitý integrál je matematický nástroj, který umožňuje určit změnu funkce na základě informace o tom, jak rychle se funkce mění na daném intervalu. Určitý integrál nezáporné funkce má názornou geometrickou interpretaci, jedná se o obsah plochy pod grafem této funkce na uvažovaném intervalu.
Z formálního hlediska je vstupními údaji určitého integrálu funkce a dvě čísla (integrační meze) a výstupem je číslo (hodnota integrálu). Tím se liší od neurčitého integrálu, který má na vstupu funkci a výstupem je množina funkcí lišících se o aditivní konstantu.
Určitý integrál má mnoho aplikací v teorii pravděpodobnosti, funkcionální analýze, fyzice, např. častou fyzikální aplikací je určení dráhy tělesa ze známé rychlosti.

## Definice
Existují různé definice určitého integrálu podle formulace integrálních součtů, tyto definice se liší množinou funkcí, které jsou podle nich integrovatelné (pokud je pro několik definicí funkce integrovatelná, pak je hodnota integrálu stejná), tj. existují různé určité integrály:

### Newtonův integrál
Pokud je funkce {\displaystyle f} spojitá na intervalu {\displaystyle \langle a,b\rangle } a funkce {\displaystyle F} je k ní na tomto intervalu primitivní, pak platí:
{\displaystyle \int _{a}^{b}f(x)\ \mathrm {d} x={[F(x)]}_{a}^{b}=F(b)-F(a)}.

### Zobecněný Newtonův integrál
Newtonova definice určitého integrálu požaduje spojitost funkce na daném intervalu. Pokud je funkce na intervalu pouze po částech spojitá, lze interval v bodech nespojitosti rozdělit a hledat primitivní funkce po částech. Pro tento případ se definuje takzvaný „zobecněný Newtonův integrál“, který je v případě nespojitosti primitivní funkce v krajních bodech definován jako rozdíl jednostranných krajních limit:
{\displaystyle \int _{a}^{b}f(x)\ \mathrm {d} x=\lim _{x\to b^{-}}F(x)-\lim _{x\to a^{+}}F(x)}.

### Riemannův integrál
Řekneme, že po částech spojitá funkce {\displaystyle f} na intervalu {\displaystyle \langle a,b\rangle } má Riemannův integrál {\displaystyle I}, pokud pro každé {\displaystyle \varepsilon >0} existuje {\displaystyle \delta >0} takové, že pro každé dělení body {\displaystyle (D,C)} intervalu {\displaystyle \langle a,b\rangle } platí, že:
{\displaystyle \lambda (D)<\delta \,=>\,|I-R(f,D,C)|<\varepsilon }, tj. {\displaystyle I=\lim _{\lambda (D)\to 0}R(f,D,C)=\int \limits _{a}^{b}f(x)\ \mathrm {d} x},
kde {\displaystyle R(f,D,C)} je Riemannova suma a {\displaystyle \lambda (D)} resp. {\displaystyle C} je norma dělení {\displaystyle D} resp. množina bodů zapouzdřených v dělení {\displaystyle D}.

### Lebesgueův integrál
Na základě Lebesgueovy míry definoval Henri Lebesgue tzv. Lebesgueův integrál. Má podobnou definici jako Darbouxova definice Riemannova integrálu, ale třída integrovatelných funkcí je v něm mnohem širší – dokonce se bez axiomu výběru nedá prokázat, že existuje funkce, která není Lebesgueovsky integrovatelná. Podobný postup použili i další matematici. Lebesgueův integrál a další, ještě pokročilejší integrály, umožňují integrovat širší třídy funkcí, platí pro ně silnější verze mnoha tvrzení a skýtají i mnoho jiných výhod. Patří mezi ně například Stieltjesův integrál nebo Kurzweilův integrál.
Nechť {\displaystyle (X,{\mathcal {A}},\mu )} je prostor s mírou, pak pro měřitelnou funkci {\displaystyle f:M\rightarrow {\overline {\mathbb {R} }}} definujeme horní Lebesgueův integrál:
{\displaystyle \int \limits _{\overline {M}}f\ {\mbox{d}}\mu =\inf \sum \limits _{j=1}^{\infty }a_{j}\ \mu (A_{j})},
kde {\displaystyle {\mathcal {A}}} je {\displaystyle \sigma }-algebra na {\displaystyle X}, {\displaystyle A_{j}\in {\mathcal {A}}} jsou měřitelné množiny a 
{\displaystyle M=\bigcup \limits _{j=1}^{\infty }A_{j}\in {\mathcal {A}}}, při {\displaystyle A_{i}\cap A_{j}=\emptyset } pro každé {\displaystyle i\neq j} a {\displaystyle a_{j}\geq f(x)} pro každé {\displaystyle x\in A_{j}}.
Nechť {\displaystyle (X,{\mathcal {A}},\mu )} je prostor s mírou, pak pro měřitelnou funkci {\displaystyle f:M\rightarrow {\overline {\mathbb {R} }}} definujeme dolní Lebesgueův integrál:
{\displaystyle \int \limits _{\underline {M}}f\ {\mbox{d}}\mu =\sup \sum \limits _{j=1}^{\infty }a_{j}\ \mu (A_{j})},
kde {\displaystyle {\mathcal {A}}} je {\displaystyle \sigma }-algebra na {\displaystyle X}, {\displaystyle A_{j}\in {\mathcal {A}}} jsou měřitelné množiny a 
{\displaystyle M=\bigcup \limits _{j=1}^{\infty }A_{j}\in {\mathcal {A}}}, při {\displaystyle A_{i}\cap A_{j}=\emptyset } pro každé {\displaystyle i\neq j} a {\displaystyle a_{j}\leq f(x)} pro každé {\displaystyle x\in A_{j}}.
Lebesgueův integrál pak definujeme pro funkci {\displaystyle f} splňující rovnost horního a dolního Lebesgueova integrálu jako:
{\displaystyle \int \limits _{M}f\ {\mbox{d}}\mu =\int \limits _{\overline {M}}f\ {\mbox{d}}\mu =\int \limits _{\underline {M}}f\ {\mbox{d}}\mu }.
pozn.: Množina {\displaystyle {\overline {\mathbb {R} }}} je množina {\displaystyle {\mathbb {R} }} rozšířená o {\displaystyle \pm \infty } a množina {\displaystyle X} může být např. Euklidovský prostor {\displaystyle {\mathbb {R} ^{n}}}.
Lebesgueův integrál lze přibližně interpretovat jako nekonečný součet nekonečně úzkých pásů o "šířce" dané koeficientem {\displaystyle a_{j}\geq 0} a délce dané mírou množiny {\displaystyle \mu (A_{j})} přes všechna {\displaystyle j\in \mathbb {N} }.

## Vlastnosti
Pro některé funkce integrál nemusí existovat (například Newtonův nebo Riemannův integrál z Dirichletovy funkce), nebo může být nekonečný, např.:
{\displaystyle \int \limits _{0}^{1}{\frac {1}{x}}\,\mathrm {d} x\,=\,+\infty }.

### Záměna sumy a integrálu
Je-li dána řada funkcí {\displaystyle \displaystyle f_{n}(x)} spojitých na intervalu {\displaystyle \langle a,b\rangle } a pokud suma {\displaystyle \sum _{n=1}^{\infty }f_{n}(x)} konverguje stejnoměrně, pak lze zaměnit sumu s integrálem:
{\displaystyle \sum _{n=1}^{\infty }{\int \limits _{a}^{b}{f_{n}(x)\,\mathrm {d} x}}=\int \limits _{a}^{b}{\sum _{n=1}^{\infty }{f_{n}(x)}\,\mathrm {d} x}}.

### Záměna limity a integrálu
Je-li {\displaystyle \displaystyle f(a,x)} funkce spojitá na příslušných definičních oborech {\displaystyle \displaystyle a,x} a pokud má integrovatelnou majorantu {\displaystyle \displaystyle g(x)} takovou, že {\displaystyle \displaystyle |f(a,x)|<g(x)} pro dané hodnoty parametru {\displaystyle a}, pak pro {\displaystyle \int _{M}g(x)\,\mathrm {d} x<+\infty } lze zaměnit limitu s integrálem:
{\displaystyle \lim _{a\to a_{0}}\int _{M}{f(a,x)\,\mathrm {d} x}=\int _{M}{\lim _{a\to a_{0}}f(a,x)\,\mathrm {d} x}}.

## Zobecnění

### Křivkový integrál
Křivkový integrál je integrál skalárního nebo vektorového pole počítaný podél křivky.

### Plošný integrál
Plošný integrál je integrál skalárního nebo vektorového pole počítaný podél křivky ohraničující nějakou plochu.

### Vícerozměrný integrál
Integraci funkce více proměnných probíhá vždy na určité oblasti {\displaystyle \displaystyle \Omega }. Je-li {\displaystyle \displaystyle f(x_{1},x_{2},...,x_{n})} funkcí {\displaystyle \displaystyle n} nezávisle proměnných, pak její integrál na určité {\displaystyle \displaystyle n}-rozměrné oblasti {\displaystyle \displaystyle \Omega } označujeme jako {\displaystyle n}-rozměrný integrál, přičemž jej zapíšeme některým z následujících způsobů:
{\displaystyle {\iint \cdots \int }_{\Omega }f(x_{1},x_{2},\ldots ,x_{n})\,\mathrm {d} \Omega ={\iint \cdots \int }_{\Omega }f(x_{1},x_{2},\ldots ,x_{n})\,\mathrm {d} x_{1}\mathrm {d} x_{2}\cdots \mathrm {d} x_{n}={\iint \cdots \int }_{\Omega }f(x_{1},x_{2},\ldots ,x_{n})\,\mathrm {d} ^{n}x}.
Počet integračních znaků {\displaystyle \int } odpovídá počtu proměnných, přes které integrujeme. Je-li ze zápisu integrálu zjevné, že se jedná o vícerozměrný integrál, pak zapisujeme pouze jeden integrační znak:
{\displaystyle \int _{\Omega }f(x_{1},x_{2},\ldots ,x_{n})\,\mathrm {d} \Omega \,}.
Vícerozměrné integrály se obvykle řeší převodem na vícenásobnou integraci pomocí Fubiniovy věty. Mezi vícerozměrné integrály řadíme např. plošný a objemový integrál.

### Komplexní integrál
V komplexní rovině se užívají křivkové integrály. Pokud tyto integrály probíhají po uzavřené křivce ležící v komplexní rovině, lze je vypočítat pomocí reziduové věty, Cauchyova vzorce nebo Cauchyovy věty.

## Aplikace

### Plocha pod křivkou

Integrál jako plocha pod křivkou.

Určitý integrál nezáporné spojité funkce {\displaystyle f} na intervalu {\displaystyle \langle a,b\rangle } je roven ploše obrazce omezeného přímkami {\displaystyle x=a}, {\displaystyle x=b}, osou {\displaystyle x} a křivkou definovanou grafem funkce {\displaystyle f}. Formálněji řečeno, takový integrál je roven míře množiny {\displaystyle S} definované jako:
{\displaystyle S=\{(x,y)\in \mathbb {R} ^{2}:a\leq x\leq b,0\leq y\leq f(x)\}}
Je-li funkce někde záporná, plocha nad křivkou se počítá záporně.

### Fyzikální význam
Určitý integrál se využívá v řadě fyzikálních definic – například určitý integrál síly podle polohy je vykonaná práce, určitý integrál ze zrychlení je změna rychlosti, objemový integrál z hustoty je hmotnost tělesa apod.

#### Příklad
Určitý integrál z rychlosti podle času je roven změně polohy během časového úseku od {\displaystyle t_{1}} do {\displaystyle t_{2}}. Pokud polohu v závislosti na čase označíme {\displaystyle x(t)}, platí:
{\displaystyle x(t_{2})-x(t1)=\int \limits _{t_{1}}^{t_{2}}v(t)\,\mathrm {d} t}, tento vzorec je zobecněním známého vztahu pro pohyb konstantní rychlostí:
{\displaystyle x(t_{2})-x(t_{1})=v\cdot (t_{2}-t_{1})} neboli {\displaystyle \triangle x=v\cdot \triangle t}, vzorce se liší v tom, že první vzorec lze použít i pro pohyb proměnlivou rychlostí.